# Mauro Berardi
Mauro Berardi (Roma, 7 maggio 1943) è un produttore cinematografico italiano.

## Biografia
Mauro Berardi è noto per i suoi film documentari. Attivo nel cinema indipendente e militante, ha prodotto il film Ricomincio da tre (1981), per il quale ha ricevuto un Nastro d'argento al miglior produttore insieme a Fulvio Lucisano, e i film Non ci resta che piangere (1984) e Il piccolo diavolo (1988). Nel 1993 fu candidato per un Nastro d'argento al miglior produttore per Non chiamarmi Omar (1992). Un altro film di grande successo è Il caso Moro.
Produttore indipendente e socialmente impegnato, ha scoperto e lanciato cinematograficamente Massimo Troisi, producendo i suoi primi quattro film e Alessandro Siani, producendo i suoi primi due film.
Ha lavorato con registi come Guido Chiesa, Sergio Citti, Francesca Comencini, Giuseppe Ferrara, Costa Gavras, Luigi Magni, Francesco Maselli, Mario Monicelli di cui ha prodotto l'ultimo film Le rose del deserto, Paolo Pietrangeli, Gillo Pontecorvo, Gabriele Salvatores, Ettore Scola, Sergio Staino, Fulvio Wetzl.
Fra i direttori della fotografia: Tonino Delli Colli, Robby Müller, Peppino Rotunno.
Negli ultimi anni si è occupato della Fondazione Cinema nel presente, realizzando alcuni tra i docufilm più significativi, molti dei quali frutto di regie collettive.

## Vita privata
Ha avuto dal 1982 al 1993 una relazione con la conduttrice televisiva Barbara D'Urso, da cui ha avuto due figli.
Con la prima moglie è nata la prima figlia.

## Filmografia

### Cinema
- Le ultime ore di una vergine (1972) di Gianfranco Piccioli
- Il fiore dai petali d'acciaio (1973) di Gianfranco Piccioli
- Puttana galera! (1976) di Gianfranco Piccioli
- Casotto (1977) di Sergio Citti
- Due pezzi di pane (1979) di Sergio Citti
- Chiaro di donna (1979) di Costa Gavras
- Arrivano i bersaglieri (1980) di Luigi Magni
- Ricomincio da tre (1981) di Massimo Troisi
- No grazie, il caffè mi rende nervoso (1982) di Lodovico Gasparini
- Scusate il ritardo (1983) di Massimo Troisi
- Non ci resta che piangere (1984) di Roberto Benigni e Massimo Troisi
- Il caso Moro (1986) di Giuseppe Ferrara
- Hotel Colonial (1987) di Cinzia Th Torrini
- Le vie del Signore sono finite (1987) di Massimo Troisi
- Il piccolo diavolo (1988) di Roberto Benigni
- Cavalli si nasce (1989) di Sergio Staino
- Vogliamoci troppo bene (1989) di Francesco Salvi
- Non chiamarmi Omar (1992) di Sergio Staino
- Ordinaria sopravvivenza (1992) di Gianni Leacche
- Uomini sull'orlo di una crisi di nervi (1995) di Alessandro Capone
- Ti lascio perché ti amo troppo (2006) di Francesco Ranieri Martinotti
- Le rose del deserto (2006) di Mario Monicelli
- La seconda volta non si scorda mai (2008) di Francesco Ranieri Martinotti
- L'ultimo crodino (2009) di Umberto Spinazzola
- Laggiù qualcuno mi ama (2023) di Mario Martone

### Documentari
- Genova. Per noi (2001) di Roberto Giannarelli, Wilma Labate, Francesco Ranieri Martinotti e Paolo Pietrangeli
- Un altro mondo è possibile (2001) di Alfredo Angeli, Giorgio Arlorio, Mario Balsamo, Giuliana Berlinguer, Maurizio Carrassi, Guido Chiesa, Francesca Comencini, Massimo Felisatti, Nicolò Ferrari, Gianfranco Fiore, Massimiliano Franceschini, Andrea Frezza, Giuliana Gamba, Roberto Giannarelli, Franco Giraldi, Simona Izzo, Wilma Labate, Salvatore Maira, Francesco Ranieri Martinotti, Mario Monicelli, Paolo Pietrangeli, Gillo Pontecorvo, Nino Russo, Gabriele Salvatores, Massimo Sani, Stefano Scialotti, Pasquale Scimeca, Ettore Scola, Daniele Segre, Carola Spadoni, Sergio Spina, Ricky Tognazzi, Fulvio Wetzl e, supervisore, Francesco Maselli
- Faces - Facce (2002) di Fulvio Wetzl
- Sem Terra (2002) di Pasquale Scimeca
- Porto Alegre (2002) di Mario Balsamo, Francesca Comencini, Wilma Labate, Citto Maselli, Gillo Pontecorvo, Pasquale Scimeca e Roberto Torelli, Ettore Scola e Francesca Calvelli
- Fame di diritti (2002) di Francesco Tanzi e Fulvio Wetzl
- Carlo Giuliani, ragazzo (2002) di Francesca Comencini
- La primavera del 2002 - L'Italia protesta, l'Italia si ferma (2002) di Alfredo Angeli, Franco Angeli, Giorgio Arlorio, Mario Balsamo, Marco Bellocchio, Giorgio Benelli, Giuliana Berlinguer, Mario Cambi, Maurizio Carrassi, Fiore De Rienzo, Carlo Di Carlo, Massimo Felisatti, Nicolò Ferrari, Gianfranco Fiore, Andrea Frezza, Giuliana Gamba, Roberto Giannarelli, Franco Giraldi, Ugo Gregoretti, Sabina Guzzanti, Age, Wilma Labate, Salvatore Maira, Giulio Manfredonia, Francesco Ranieri Martinotti, Francesco Maselli, Gianni Minà, Mario Monicelli, Cesare Noia, Lucio Pellegrini, Paolo Pietrangeli, Gillo Pontecorvo, Andrea Porporati, Marco S. Puccioni, Nino Russo, Massimo Sani, Stefano Scialotti, Pasquale Scimeca, Ettore Scola, Gianni Serra, Paolo Sorrentino, Sergio Spina, Paolo e Vittorio Taviani, Riccardo Tortora, Marco Turco e Fulvio Wetzl
- Firenze, il nostro domani (2003) di Franco Angeli, Franco Bernini, Francesca Comencini, Nicolò Ferrari, Gianfranco Fiore, Franco Giraldi, Francesco Maselli, Mario Monicelli, Gillo Pontecorvo e Fulvio Wetzl
- Sotto il cielo di Baghdad (2003) di Mario Balsamo e Stefano Scialotti
- Lettere dalla Palestina (2003) di Franco Angeli, Giuliana Berlinguer, Maurizio Carrassi, Giuliana Gamba, Roberto Giannarelli, Wilma Labate, Francesco Ranieri Martinotti, Francesco Maselli, Mario Monicelli, Ettore Scola e Fulvio Wetzl
- Le donne di San Giuliano (2004) di Salvatore Maira